# Yunus Sentamu
Junior Yunus Sentamu (Kasese, 13 agosto 1994) è un calciatore ugandese, attaccante del Vipers.

## Carriera

### Club
Ha giocato nel campionato ugandese, congolese, tunisino, finlandese ed albanese.

### Nazionale
Ha esordito in nazionale nel 2014, venendo poi convocato per la Coppa d'Africa 2017.

## Palmarès

### Club

#### Competizioni nazionali
- Campionato congolese: 1

Vita Club: 2014-2015
- Supercoppa d'Albania: 1

Tirana: 2017